# Kalabancoro
Kalabancoro is een gemeente (commune) in de regio Koulikoro in Mali. De gemeente telt 162.000 inwoners (2009).